# عبد الله بن طوق المري
عبد الله بن طوق المري (مواليد 1982) سياسي إماراتي. يشغل منصب وزير الاقتصاد الإماراتي منذ يوليو 2020، وهو رئيس هيئة الأوراق المالية والسلع. كما أنه الأمين العام السابق لمجلس الوزراء الإماراتي، الذي يعد هيئة داعمة داخل الحكومة تساهم في تنفيذ القرارات.

## سيرته

### التعليم
يحمل المري درجة البكالوريوس في الهندسة المدنية من جامعة شيفيلد حصل عليها عام 2005. وهو خريج برنامج قيادات حكومة الإمارات ومركز محمد بن راشد لإعداد القادة. 

### المسيرة المهنية
انضم المري للعمل في مكتب رئيس الوزراء عام 2007، ثم تقدم ليصبح المدير العام للمكتب التنفيذي، والرئيس التنفيذي المؤقت ولاحقًا عضو مجلس الإدارة في مؤسسة دبي للمستقبل، مبادرة مدينة المستقبل في الإمارة.
كما أنه عضو في مجلس إدارة الهيئة الاتحادية للتنافسية والإحصاء. عُيّن بمنصب الأمين العام لمجلس الوزراء الإماراتي في أكتوبر 2017،  حيث عُني بمشاريع مثل «منطقة 2071» مساحة الإبداع المشترك التي تهدف إلى تنفيذ الموجة التالية من الأفكار التي ستحدث اختراقات هائلة. أعاد إطلاق مركز محمد بن راشد لإعداد القادة وقاد مبادرة دبي "10X" إحدى مبادرات مؤسسة دبي للمستقبل،  كما أشرف على إطلاق الدورة الثانية والثالثة من برنامج مسرعات دبي للمستقبل وتولى مهمة تيسير الشراكات بين القطاعين العام والخاص  ساهم في الاستراتيجيات التنموية والوطنية في دولة الإمارات العربية المتحدة، بما في ذلك رؤية الإمارات 2021 واستراتيجية الإمارات للذكاء الاصطناعي، وإنشاء مختبر التشريعات ، المنصة التي تهتم بخلق بيئة تشريعية موثوقة والذي تحدث عنه خلال فعاليات مؤتمر إيمتيك مينا لعام 2019.  شارك في إطلاق جائزة محمد بن راشد للغة العربية، التي تقدر جهود التعريب والمساهمات الهادفة للارتقاء باللغة العربية.

### وزير الاقتصاد
انضم المري إلى مكتب رئيس الوزراء في عام 2007، وانتقل ليصبح المدير العام للمكتب التنفيذي، والرئيس التنفيذي المؤقت ولاحقًا عضو مجلس الإدارة في مؤسسة دبي للمستقبل، ساهم في رؤية الإمارات 2021 واستراتيجية الإمارات للذكاء الاصطناعي، وأنشأ UAE RegLab، منصة إصلاح التشريعات والتي ناقشها في EmTech MENA 2019.
تولى المري منصب وزير الاقتصاد بعد الموافقة على التشكيل الوزاري الجديد في يوليو 2020، حيث طرحت حقائب جديدة تحت مظلة وزارة الاقتصاد، بينما تولى الوزيران أحمد بالهول وثاني أحمد الزيودي مسؤوليات أخرى. في أكتوبر 2020، كان المري عضوًا في أول وفد إماراتي إلى إسرائيل في أعقاب توقيع الاتفاق الإسرائيلي الإماراتي عام 2020، والذي وصفه بـ«الرائع». وأشاد بالاتفاقات باعتبارها تفتح المجال أمام «سبل جديدة لتعزيز التعاون والتبادل بين الإمارات العربية المتحدة وإسرائيل» وأنها «إطار للعلاقات التجارية والاقتصادية الثنائية»، بما يشمل تنويع اقتصاد الإمارات العربية المتحدة بعيدًا عن النفط. من منصبه وزيرًا، سعى إلى تحقيق التحول الرقمي في اقتصاد الإمارات لإنشاء نموذج تنموي جديد من خلال الاستثمارات في «مجالات التقنية المتقدمة».
في سبتمبر 2020، كان المري المتحدث الرئيسي في قمة المجالس: مسارات تحقيق مبدأ المساواة بين الجنسين التي نظمتها شركة آرورا 50 لعام 2020. في ديسمبر 2020، ألقى كلمة رئيسية في مؤتمر G-STIC لعام 2020 وناقش خطط الإمارات للاقتصاد في أعقاب وباء جائحة فيروس كورونا في منتدى قيادة الأعمال الآسيوي.

### مجالس الإدارة التي يترأسها
يتولى المري منصب رئيس الهيئة العامة للطيران المدني وهيئة الأوراق المالية والسلع  ومجلس الإمارات للمستثمرين بالخارجومجلس أمناء الصندوق الوطني للمسؤولية الاجتماعية المجتمعية للشركات. وهو أيضًا جزء من فريق البرنامج الإقليمي لتسريع ريادة الأعمال (MIT REAP) وهو برنامج مبادرة يعمل على تعزيز ريادة الأعمال القائمة على الأدلة في الإمارة.

## التقدير
في عام 2020، ورد اسم المري على قائمة "Agile 50" التي وضعتها منصة Apolitical لأكثر شخصية مؤثرة في إحداث التحولات الحكومية وذلك تقديرًا لجهوده في مختبر التشريعات ومد الجسور بين جهود الحكومة المحلية والاتحادية.

## وصلات خارجية
- معالي عبد الله بن طوق وزير الاقتصاد
- الكلمة الترحيبية لسعادة عبد الله بن طوق في ندوة استشراف المستقبل